# Túronos
Los túronos (en latín, Turoni) fueron un pueblo de la Galia. Las tropas de Julio César pasaron el invierno en el país de los túronos después de la campaña del año 57 a. C. Más tarde César los menciona como vecinos de los carnutes, y en otro lugar son citados junto con los pictones, cadurcos, aulercos y otros. Vercingétorix recibió el apoyo de los túronos en su revuelta del año 52 a. C., que aportaron 8.000 hombres.
Ptolomeo dijo que su capital era Cesarodunum o Tours y que pertenecían a la provincia Lugdunense. En tiempos de Tiberio, la rebelión de Sacroviro recibió igualmente el apoyo de los túronos, pero fueron rápidamente derrotados. Su territorio se situaba entonces al sur del Loira. El nombre de túronos está conservado en el nombre regional de la Turena.
Existió una moneda de plata de la ciudad con la cabeza de una mujer y la leyenda "Turonos", y en el otro lado Cantorix con un caballo al galope.